# Buick GL8
La GL8 è un'autovettura prodotta dalla Buick dal 2000 per il mercato cinese.

## Il contesto
Disponibile solo in versione monovolume, la GL8 è simile alla Pontiac Montana. A differenza delle altre monovolume della General Motors, sulla GL8 il portapacchi non è stato mai offerto. La GL8 ha una linea più aerodinamica di quella dei modelli omologhi statunitensi e canadesi come la Buick Terraza, la Chevrolet Uplander, la Pontiac Montana e la Saturn Relay. Nel 2005 e nel 2010 la GL8 è stata sottoposta a dei restyling che hanno portato ciascuno al lancio di una nuova generazione. La terza serie del 2010 ha in dotazione dei motori da 2,4 L e 3 L. È basata su una piattaforma di una vecchia monovolume americana, ma è verosimilmente risultata ugualmente costosa a causa dei costi di adeguamento alle più moderne normative statunitensi antinquinamento e di sicurezza. Le vendite del 2010 si sono attestate a 52.127 esemplari, e questo dato è in linea a quelli degli anni precedenti. La seconda serie del 2005 non è uscita di produzione con il lancio della terza generazione, ma è ancora sui mercati.

## La prima serie: 2000-2005
La GL8 è stata introdotta in Cina nel 1999 per il model year 2000, ed è profondamente legata alle Pontiac Montana, Chevrolet Venture, Oldsmobile Silhouette e Opel/Vauxhall Sintra. È stata disponibile con un solo tipo di motore, un V6 da 3,4 L di cilindrata. Questa prima serie di GL8 è basata sul pianale U della General Motors. Il motore è montato anteriormente, mentre la trazione può essere integrale oppure anteriore.
Nel mese di ottobre 2001, la Buick GL10 (cioè la versione a 10 posti della GL8) è stata lanciata nelle Filippine come Chevrolet Venture.
Nel 2001 è stata sviluppata, grazie alla collaborazione tra la General Motors e la Shanghai Automotive Industry Corporation, la Buick GL8 XEA1. Questo modello speciale è un veicolo ibrido dotato di cella a combustibile da 35 kW e di un motore ad idrogeno. 

## La seconda serie: 2005-
Alla fine del 2005 la GL8 è stata riprogettata. Dotata ora di una linea più futuristica e aerodinamica, assomiglia alle Buick Terraza, Chevrolet Uplander, Pontiac Montana e Saturn Relay. Nell'occasione la vettura è stata dotata di nuovi fanali anteriori e posteriori.
La versione a passo corto è venduta come GL8, mentre quella a passo lungo come GL8 Firstland. Sono presenti quattro livelli di allestimento: LT, CT1, CT2 e GT. Quest'ultima è disponibile solo sulla Firstland.
Mentre la prima generazione è stata rimpiazzata dalla seconda, quest'ultima è ancora in vendita nonostante sia già in commercio la terza serie.
Questa serie è disponibile con due tipi di motore, un V6 da 2,5 L ed un V6 da 3 L. È basata sul pianale U della General Motors. Il motore è montato anteriormente, mentre la trazione può essere integrale oppure anteriore.

## La terza serie: 2010-
Introdotta nel 2010 per il model year 2011, la terza serie della GL8 aveva un aspetto completamente nuovo. Nell'occasione, è stato aggiunto un vistoso scalino sulla fiancata. Il telaio è completamente nuovo ed il gruppo motopropulsore è stato modificato.
I motore offerti sono due, un quattro cilindri in linea da 2,4 L ed un V6 da 3 L. Con quest'ultimo è disponibile un cambio automatico a sei rapporti.
Anche questa terza serie di GL8 è basata sul pianale U della General Motors. Il motore è montato anteriormente, mentre la trazione può essere integrale oppure anteriore.